# Vítor Norte
Vítor Manuel Norte Ribeiro (Borba, 29 de janeiro de 1951) é um ator português.

## Biografia
Vítor Norte Ribeiro nasceu 29 de janeiro de 1951, em Borba (distrito de Évora).
Tinha 17 anos quando deixou Estremoz, onde frequentava a Escola Industrial e Comercial, resolvendo instalar-se em Lisboa. Conheceu vários empregos, tendo sido, nomeadamente, adjudante de camionista e empregado de escritório. Entretanto teve aulas de ballet clássico com Ana Mascollo e frequentou oficinas de mímica e pantomima na Fundação Calouste Gulbenkian, até se iniciar como ator profissional na Casa da Comédia, dirigida por Fernando Amado. Chamado a cumprir o Serviço Militar Obrigatório, esteve mobilizado durante dois anos na Guiné-Bissau, durante a Guerra do Ultramar. 
Colabora com a Edipim tendo escrito anedotas para o programa "Eu Show Nico" e entrou também na novela "Moita Carrasco".
Participa na telenovela Vila Faia (RTP, 1982). No cinema estreou-se em 1982, com A Vida é Bela, de Luís Galvão Telles. 
Da sua carreira no teatro, salienta-se a participação em peças como Ay Carmela de José Sanchis Sinisterra, dirigido por Xosé Blanco Gil no Teatro Ibérico; Volpone de Ben Johnson, sob a direcção de Norberto Barroca no Teatro Aberto;  Às Seis o Mais Tardar de M. Perrier, com Alexandre de Sousa no Instituto Franco Português; Horácios e Curiácios de Bertolt Brecht, com Antonino Solmer; Auto da Barca do Inferno de Gil Vicente, por Carlos Avilez; Os Quatro Cubos de Fernando Arrabal, por Herlander Peyroteo; Jogos de Praia de Whitehead, com João Canijo.
Viria a participar em numerosas séries e mini-séries, entre as quais Rua Sésamo (1990), Cluedo (1995), Alentejo sem Lei (1990), Os Melhores Anos (1990), O Bairro da Fonte (SIC, 2000) ou Capitão Roby (SIC, 2000); telefilmes - Mustang de Leonel Vieira e Monsanto de Ruy Guerra; novelas (2007 - Ilha dos Amores, 2005 - Ninguém como Tu, 2003 - Queridas Feras, 2001 - Ganância, 1995 - Desencontros, 1994 - Na Paz dos Anjos).
Em cinema colaborou com realizadores como Jorge Silva Melo, Luís Alvarães ou José Fonseca e Costa, que o viria a dirigir em Cinco Dias, Cinco Noites (1995), uma das suas interpretações mais significativas. Com o mesmo realizador participou em A Mulher do Próximo (1988), Os Cornos de Cronos (1992) e O Fascínio (2003). Salienta ainda No Dia dos Meus Anos de João Botelho, Ao Sul (1995) de Fernando Matos Silva, Sapatos Pretos (1998) de João Canijo, Jaime (1999) de António Pedro Vasconcelos, Respirar Debaixo de Água (2000) de António Ferreira, O Gotejar da Luz (2002) de Fernando Vendrell, A Mulher Polícia (2003) de Joaquim Sapinho, Tarde Demais (2000) e Os Lobos (2008) de José Nascimento.
Foi distinguido com os Globos de Ouro na categoria de Melhor Actor de Cinema em 1999 (Jaime, de António Pedro Vasconcelos); em 2000 (Tarde Demais, de José Nascimento); 2002 (O Gotejar da Luz, de Fernando Vendrell). Recebeu em 1996 o Troféu Nova Gente como Melhor Actor por Cinco Dias, Cinco Noites de Fonseca e Costa (1996).
Vítor tem dois filhos, Diogo e Sara Norte, com Carla Lupi, com quem foi casado de 1994 a 2002. Tem um filho, Valentim Norte (2008), com Vânia Machado (assistente de produção) com quem vive desde 2005.

## Filmografia
| Ano  | Título                                          | Ref.        |
| ---- | ----------------------------------------------- | ----------- |
| 1982 | Chico Fininho                                   | [ 2 ]       |
| 1982 | A Vida É Bela?!                                 | [ 2 ]       |
| 1987 | Duma Vez Por Todas                              | [ 2 ]       |
| 1987 | Era Uma Vez um Alferes                          | [ 2 ]       |
| 1988 | Agosto                                          | [ 2 ]       |
| 1988 | A Mulher do Próximo                             | [ 2 ]       |
| 1988 | Máscara de Aço Contra Abismo Azul               | [ 2 ]       |
| 1990 | Malvadez                                        | [ 2 ]       |
| 1991 | Os Cornos de Cronos                             | [ 2 ]       |
| 1991 | Erros Meus                                      | [ 2 ]       |
| 1991 | Amor e Dedinhos de Pé                           | [ 2 ]       |
| 1992 | No Dia dos Meus Anos                            | [ 2 ]       |
| 1992 | Medo                                            | [ 2 ]       |
| 1992 | Ladrão Que Rouba a Anão Tem Cem Anos de Prisão  | [ 2 ]       |
| 1992 | Uma Mulher Livre                                | [ 2 ]       |
| 1993 | Até Amanhã, Mário                               | [ 2 ]       |
| 1994 | Ao Sul                                          | [ 2 ]       |
| 1994 | O Assassino da Voz Meiga                        | [ 2 ]       |
| 1994 | O Miradouro da Lua                              | [ 2 ]       |
| 1994 | Uma Vida Normal                                 | [ 2 ]       |
| 1996 | Cinco Dias, Cinco Noites                        | [ 2 ]       |
| 1997 | O Oiro do Bandido                               | [ 2 ]       |
| 1998 | Sapatos Pretos                                  | [ 2 ]       |
| 1998 | A Sombra dos Abutres                            | [ 2 ]       |
| 1998 | Jaz Morto e Arrefece                            | [ 2 ]       |
| 1999 | Jaime                                           | [ 2 ]       |
| 2000 | Respirar (Debaixo de Água)                      | [ 2 ]       |
| 2000 | Tarde Demais                                    | [ 2 ]       |
| 2000 | Monsanto                                        | [ 2 ]       |
| 2001 | A Mulher Polícia                                | [ 2 ]       |
| 2001 | Anjo Caído                                      | [ 2 ]       |
| 2001 | Lena                                            | [ 3 ]       |
| 2002 | O Gotejar da Luz                                | [ 2 ]       |
| 2003 | Sem Ela                                         | [ 2 ]       |
| 2003 | O Fascínio                                      | [ 4 ]       |
| 2008 | A Ilha dos Escravos                             | [ 2 ]       |
| 2008 | Lobos                                           | [ 2 ]       |
| 2009 | Contrato                                        | [ 2 ]       |
| 2009 | Assalto ao Santa Maria                          | [ 5 ]       |
| 2011 | Aristides de Sousa Mendes - O Cônsul de Bordéus | [ 2 ]       |
| 2013 | Os Filhos do Rock                               | [ 2 ]       |
| 2014 | Famel Top Secret                                | [ 2 ]       |
| 2016 | Jigging                                         | [ 2 ]       |
| 2015 | O Leão Da Estrela                               | [ 6 ]       |
| 2018 | Ruth                                            | [ 2 ] [ 7 ] |
| 2018 | Carga                                           | [ 2 ] [ 8 ] |

### Dobragens
| Ano  | Título                                       | Personagem        | Ref.   |
| ---- | -------------------------------------------- | ----------------- | ------ |
| 1953 | As Aventuras de Peter Pan                    | Capitão Gancho    |        |
| 1986 | Rato Basilio: O Grande Mestre dos Detectives | Professor Ratagão |        |
| 1991 | A Bela e o Monstro                           | Narrador          |        |
| 1994 | Sonic the Hedgehog                           | Dr. Robotnik      |        |
| 1994 | As Aventuras de Sonic the Hedgehog           | Dr. Robotnik      |        |
| 2002 | Peter Pan em a Terra do Nunca                | Capitão Gancho    |        |
| 2002 | A Casa do Rato Mickey - Vilões               | Capitão Gancho    |        |
| 2003 | À Procura de Nemo                            | Jacques           |        |
| 2008 | Horton e o Mundo dos Quem!                   | Vlad              | [ 9 ]  |
| 2014 | O Filme Lego                                 | Barba de Ferro    | [ 10 ] |
| 2016 | Vaiana                                       | Tamatoa           | [ 11 ] |
| 2016 | Bailarina                                    | Diretor de Ópera  | [ 12 ] |
| 2019 | O Filme Lego 2                               | Barba de Ferro    |        |

## Televisão
| Ano         | Título                          | Personagem                               | Ref.   | Canal |
| ----------- | ------------------------------- | ---------------------------------------- | ------ | ----- |
| 1982        | Vila Faia                       |                                          | [ 13 ] | RTP1  |
| 1986        | Duarte e Companhia              |                                          |        | RTP1  |
| 1989        | Um Chapéu de Palha de Itália    |                                          |        | RTP1  |
| 1990        | Rua Sésamo                      | André                                    |        | RTP1  |
| 1990        | Alentejo sem Lei                | Cara Rota                                |        | RTP1  |
| 1990        | Os Melhores Anos                | António                                  |        | RTP1  |
| 1994        | Sozinhos em Casa                | Floriano                                 |        | RTP1  |
| 1994        | Na Paz dos Anjos                | Quim                                     |        | RTP1  |
| 1995        | Desencontros                    | André Resende                            |        | RTP1  |
| 1995        | Cluedo                          | Cecílio Louro                            |        | RTP1  |
| 1996        | Polícias                        | Sebastião                                |        | RTP1  |
| 1997        | Riscos                          |                                          |        | RTP1  |
| 1997        | Solteiros                       | Quico                                    |        | RTP1  |
| 1998        | Esquadra de Polícia             | Rogério                                  |        | RTP1  |
| 2000        | O Bairro da Fonte               | José                                     |        | SIC   |
| 2000        | Capitão Roby                    | Capitão Roby                             |        | SIC   |
| 2001        | Ganância                        | Alberto                                  |        | SIC   |
| 2002        | Anjo Selvagem                   | Pierre L'eferge                          |        | TVI   |
| 2002        | Não Há Pai                      |                                          |        | SIC   |
| 2002        | O Olhar da Serpente             | Manuel da Silva Bastos                   |        | SIC   |
| 2002        | Big Brother Famosos 2           | Ele próprio                              |        | TVI   |
| 2003        | Queridas Feras                  | Afonso Guerra                            |        | TVI   |
| 2004        | Inspector Max                   | Sebastião                                |        | TVI   |
| 2005        | Ninguém como Tu                 | Mário Menezes de Albuquerque             |        | TVI   |
| 2006        | O Bando dos Quatro              | Tio João                                 |        | TVI   |
| 2007        | Ilha dos Amores                 | Álvaro Machado da Câmara                 |        | TVI   |
| 2007        | Deixa-me Amar                   | Manel Simões                             |        | TVI   |
| 2008        | Casos da Vida                   | João Pedro Resende                       |        | TVI   |
| 2008        | Morangos com Açúcar (5.ª série) | José Miguel Mendonça                     |        | TVI   |
| 2008 - 2009 | Olhos nos Olhos                 | Augusto Santos Oliveira                  | [ 14 ] | TVI   |
| 2009        | Equador                         | Jerónimo Carvalho da Silva               |        | TVI   |
| 2009 - 2010 | Deixa que Te Leve               | Domingos (Mingos) Manuel Sousa Carrapiço | [ 15 ] | TVI   |
| 2010        | Regresso a Sizalinda            |                                          |        | RTP1  |
| 2011        | A Sagrada Família               | Duarte                                   |        | RTP1  |
| 2012        | Remédio Santo                   | Zé Ricardo                               |        | TVI   |
| 2012 - 2013 | Dancin' Days                    | Aníbal Henriques                         |        | SIC   |
| 2014 - 2015 | Jardins Proibidos               | Aniceto Catarino                         |        | TVI   |
| 2017        | Filha da Lei                    |                                          | [ 16 ] | RTP1  |
| 2018        | Jogo Duplo                      | Henrique Almeida                         |        | TVI   |
| 2018/2019   | A Teia                          | Mário                                    |        | TVI   |
| 2019/2021   | Golpe de Sorte                  | Horácio Toledo                           |        | SIC   |
| 2020/2021   | Amar Demais                     | "Preto"                                  |        | TVI   |
| 2020/2021   | O Clube                         | "Rogério Feio"                           |        | OPTO  |
| 2021 - 2025 | Festa é Festa                   | "Manuel «Manel» Martins"                 | [ 17 ] | TVI   |
| 2025 - 2026 | Terra Forte                     |                                          |        | TVI   |

## Teatro
| Ano  | Título                                               | Ref.  |
| ---- | ---------------------------------------------------- | ----- |
| 1972 | Os Quatro Cubos + Uma tartaruga chamada Doistoievsky | [ 1 ] |
| 1975 | Lisboa Acordou                                       | [ 1 ] |
| 1977 | Ó da Guarda!                                         | [ 1 ] |
| 1978 | Põe-te na Bicha                                      | [ 1 ] |
| 1978 | Direita, Volver!                                     | [ 1 ] |
| 1979 | Isso É que Era Bom!                                  | [ 1 ] |
| 1982 | Há, mas São Verdes                                   | [ 1 ] |
| 1982 | Doutor Fausto                                        | [ 1 ] |
| 1986 | Volpone                                              | [ 1 ] |
| 1987 | Dos Horácios e Curiácios à Noite                     | [ 1 ] |
| 1987 | Jogos de Praia                                       | [ 1 ] |
| 1988 | Às Seis o Mais Tardar                                | [ 1 ] |
| 1992 | Ai, Carmela!                                         | [ 1 ] |
| 2007 | A Filha Rebelde                                      | [ 1 ] |
| 2009 | Recital                                              | [ 1 ] |
| 2013 | À Vossa Vontade                                      | [ 1 ] |
| 2013 | A Noite                                              | [ 1 ] |
| 2014 | Casado à Força                                       | [ 1 ] |